# Phylloscopus maforensis
El mosquitero isleño (Phylloscopus maforensis) es una especie de ave paseriforme de la familia Phylloscopidae propia de las Molucas y la Melanesia occidental. Existen 18 subespecies.

## Distribución
Se encuentra en una zona que abarca desde las Molucas, hasta las islas Salomón, incluida Nueva Guinea.